# Xanthoxena
Xanthoxena là một chi bướm đêm thuộc họ Geometridae.